# Scisto blu
Lo scisto blu è una roccia metamorfica contenente un tipo di anfibolo blu, chiamato glaucofane, che si sviluppa quando il protolito (basalto o peridotite) viene sottoposto a grandi sforzi differenziali, pur mantenendo una temperatura relativamente bassa.
Il suo modello di genesi è particolare in quanto solitamente l'aumento della Pressione litostatica è associato ad un aumento anche della temperatura; ciò è quasi sempre vero, salvo nei prismi di accrescimento lungo i margini convergenti, dove la litosfera oceanica in subduzione non trasferisce il calore normalmente associato al sedimento sepolto fino a 20 km di profondità (il gradiente geotermico aumenta progressivamente con l'aumentare della profondità), tuttavia sottopone la roccia ad altissime pressioni che generano foliazione metamorfica, associata ad orientamento preferenziale dei granuli minerali.